# David Kimhi

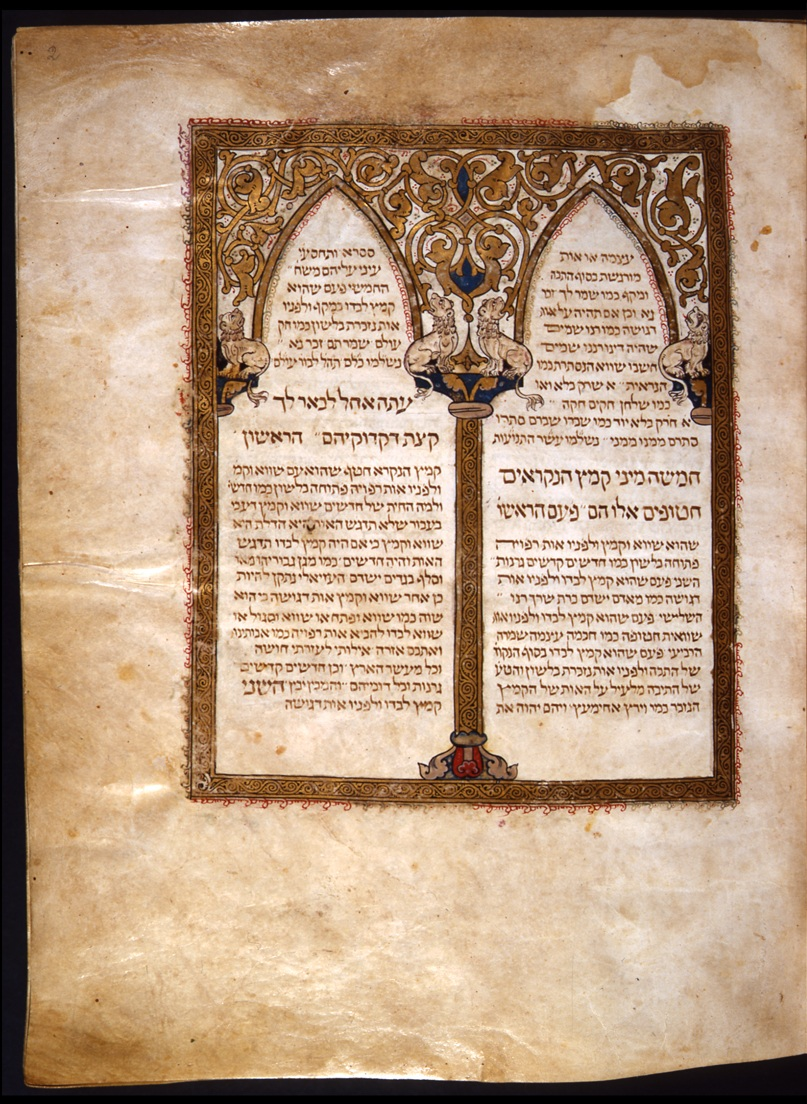
Biblia de Cervera, Tratado de gramática de David Qimhi.

David Kimhi (en hebreo: דוד קמחי, también Kimchi o Qimḥi) (1160–1235), también conocido por el acrónimo hebreo como RaDaK (רד"ק) (Rabbi David Kimhi), era un rabino medieval, comentarista bíblico, filósofo y especialista en gramática.
Kimhi nació en Narbona, Provenza, el hijo menor del rabino Joseph Kimhi y el hermano del rabino Moses Kimhi, ambos también comentaristas bíblicos y gramáticos.

## Obra
Kimhi se consideraba a sí mismo un compilador y un resumidor. Como notable gramático hebreo, su libro Michlol (מכלול) y su diccionario de la lengua hebrea llamado Sefer Hashorashim (Libro de las raíces) (ספר השורשים) se basan en gran medida en las obras anteriores de Rabbi Judah ben David Hayyuj y Rabbi Jonah ibn Janah, así como en el trabajo de su padre. Estos dos libros se escribieron originalmente como uno solo, aunque a lo largo de los años se imprimieron por separado. Este libro, aunque se basa en sus predecesores, muestra una cantidad significativa de innovación, pone en juego un nuevo territorio en sus campos académicos y, desde un punto de vista metodológico, es superior al anterior. Por ejemplo, en Michlol, Kimhi expone las opiniones de sus predecesores de manera clara y directa con un enfoque integral de la estructura hebrea. Sefer Hashorashim destaca su talento como escritor debido a su organización lógica, en particular la forma en que basa sus definiciones en la etimología y las comparaciones entre idiomas. Otra de las obras de Ḳimḥi, "'Eṭ Sofer," (עט סופר) fue una especie de versión abreviada de Michlol y actuó como un manual para escribas bíblicos. Esta fue una compilación necesaria de reglas para la escritura de rollos de la Biblia, notas masoréticas y acentos, debido a la ignorancia generalizada entre los escribas del siglo XII.
Kimhi es probablemente mejor conocido hoy en día por sus comentarios bíblicos sobre los libros de los Profetas. También escribió comentarios sobre los libros de Génesis, Salmos y Crónicas. Su trabajo bíblico refleja su trabajo en gramática, y se centra en temas de lenguaje y forma, así como en el contenido. Explica palabras sobre la base de su construcción gramatical y su desarrollo etimológico. Su comentario también incluye material homilético y filosófico, niqqud (vocalización), tradición rabínica de la lectura y significado literal de las palabras. También aborda cuestiones clave como la autoría de los diversos libros y las épocas históricas en las que los profetas estuvieron activos, así como otras cuestiones históricas y geográficas.